# Tylomyinae
Tylomyinae är en underfamilj i familjen Cricetidae som tillhör ordningen gnagare. Antalet arter är med 10 ganska litet jämförd med andra underfamiljer i nya världen.

## Kännetecken
Medlemmarna är medelstora till stora och når en kroppslängd mellan 10 och 26 centimeter. Därtill kommer svansen som vanligen är något längre än övriga kroppen. Pälsen är på ovansidan brunaktig, grå eller svart och undersidan är ljusare. Öronen är ofta stora och saknar hår. Med sina bakre extremiteter är de anpassade till livet i träd.

## Utbredning och levnadssätt
Arterna förekommer nästan uteslutande i Centralamerika från Mexiko till Panama. Bara arten Tylomys mirae som tillhör släktet centralamerikanska klätterråttor lever i nordvästra Sydamerika (Colombia och Ecuador). Habitatet utgörs av skogar i bergsregioner upp till 2 000 meter över havet.
Individerna vistas så gott som alltid i träd. De är vanligen aktiva på natten och vilar på dagen i självbyggda bon av gräs och kvistar. De lever antingen ensamma eller i familjegrupper och är för det mesta aggressiva mot främmande artfränder. Födan utgörs främst av frön, frukter och blad.

## Systematik
Underfamiljen delas i fyra släkten fördelade på två tribus.
- tribus Nyctomyini
  - Centralamerikansk aftonråtta (Nyctomys sumichrasti)
  - Yucatánråtta (Otonyctomys hatti)
- tribus Tylomyini
  - Centralamerikanska klätterråttor (Tylomys), 7 arter
  - Storörad klätterråtta (Ototylomys phylotis)

Varje tribus utgör en monofyletisk grupp men det är ovisst om hela underfamiljen hade samma anfader.